# Blue Projects
Blue Projects este o companie globală ce oferă servicii de project management, proiectare și consultanță în industria construcțiilor industriale și comerciale.
Serviciile de bază oferite de Blue Projects includ managementul proiectului eficient din punct de vedere al costurilor și al calității, atât pentru proiecte complexe de tip brownfield cât și de tip greenfield. 
Misiunea companiei este de a oferi clienților soluții specifice nevoilor lor încă din fază incipientă, până la finalizarea proiectului.

## Blue Projects în România
În prezent, în cadrul birourilor Blue Projects din București și Cluj, care au peste 130 experți, compania a dezvoltat un pachet complex de servicii de consultanță și proiectare, care oferă posibilitatea acoperirii unui proiect de construcții pe toată durata sa de execuție, înglobând toate disciplinele specializate aferente. 
În timp, compania s-a dezvoltat pe plan global și are birouri permanente în Polonia, Rusia, Belgia și Canada, pe lângă cel din România, unde se află sediul central, dar este activă și în alte 20 de țări precum Republica Cehă, Republica Moldova, Marea Britanie, SUA.